# Idanna Pucci
Idanna Pucci (* 25. Dezember 1945) ist eine italienische Autorin, Aktivistin und Filmemacherin.

## Werk
Nachdem sie ihre Jugend in Florenz verbracht hatte, schloss sie ein Studium der Literaturwissenschaft an der Columbia University ab. Ab den 1970er Jahren machte sie mehrere umfangreichen Reisen durch verschiedene Regionen Asiens, die sie in frühen Publikationen verarbeitete. Aus ihren längeren Aufenthalten auf den indonesischen Inseln Java (Insel) und Bali gingen u. a. die Bücher The Epic of Life: A Balinese Journey of the Soul (1985), eine Besprechung der Deckenmalereien des Kertha Gosa Pavilions, und The World Odyssey of a Balinese Prince (2019), eine biographische Arbeit über den Prinzen von Karangasem, Anak Agung Made Djelantik, hervor. Zu ihrem umfassenden Werk als Regisseurin von Dokumentarfilmen gehören der preisgekrönte Film Eugenia of Patagonia (2004) sowie die in Zusammenarbeit mit ihrem Ehemann Terence Ward entstandenen Filme Black Africa White Marble (2012) und Talk Radio Tehran (2015). Im Rahmen ihrer aktivistischen Tätigkeiten engagierte sie sich bereits für das Open Society Institute in Myanmar, die Vereinten Nationen in Osttimor sowie für die Organisation Religions for Peace.

## Privates
Idanna Pucci ist Nichte des Modedesigners Emilio Pucci. Sie lebt heute mit ihrem Ehepartner in Florenz und New York.